# Stolarstvo
Stolarstvo, tesarstvo ili drvodjeljstvo je vještina izrade pokućstva, građevnih dijelova i predmeta odbradom drveta. Osoba koja se bavi tom djelatnošću naziva se stolar odnosno tesar. Stolarstvo uključuje i brodogradnju, mostogradnju i općenito sve oblike i vrste graditeljstva vezane uz drvo i drvne prerađevine. Uz prirodno drvo, danas se stolarske svrhe upotrebljavaju i umjetni materijali. Stolarstvo je i oblik umjetnosti, često kiparstva.

## Vanjske poveznice
|  | Zajednički poslužitelj ima još gradiva o temi Stolarstvo |
|  | Wikiknjige imaju gradivo o temi Carpentry                |